# Scraptia fusconotata
Scraptia fusconotata es una especie de coleóptero de la familia Scraptiidae.

## Distribución geográfica
Habita en Sudamérica.